# Phil Walters
Phil Walters, né le 20 avril 1916 à New York (Long Island) et mort le 6 février 2000 à Homosassa (Floride) à 83 ans, était un pilote automobile américain, essentiellement en voitures de sport sur circuits.

## Biographie
Il grandit à Long Island. Sa carrière en compétition débuta à la fin des années 1940 en Midget Series et en Stock Cars (victoire à Riverside Park dans le Massachusetts en 1949 notamment), puis s'étala de 1950 à 1955 en SportsCars, ou il termina troisième du SCCA National Sports Car Championship en 1952 (sur Cunningham C4-RK, C4-R, Ferrari...; 5e en 1954). 
Il participa à six reprises consécutives aux 24 Heures du Mans de 1950 à 1955, terminant troisième en 1953 sur Cunningham C5-R-Chrysler 5.5L. V8 (avec John Fitch, tous deux vainqueurs de la catégorie 8L.), ainsi que 11e avec son patron Briggs S. Cunningham en 1950, sur Cadillac Spider "Le Monstre". Après sa troisième place mancelle, il finit aussi 6e des 12 Heures de Reims 1954, toujours avec Fitch.
Il dessina également des châssis pour son employeur.
Il était l'un des pilotes favoris de Dan Gurney, qui posséda un circuit nommé Riverside en Californie du Sud du fait de la victoire de Walters en Stock Car déjà citée.

### Victoires notables

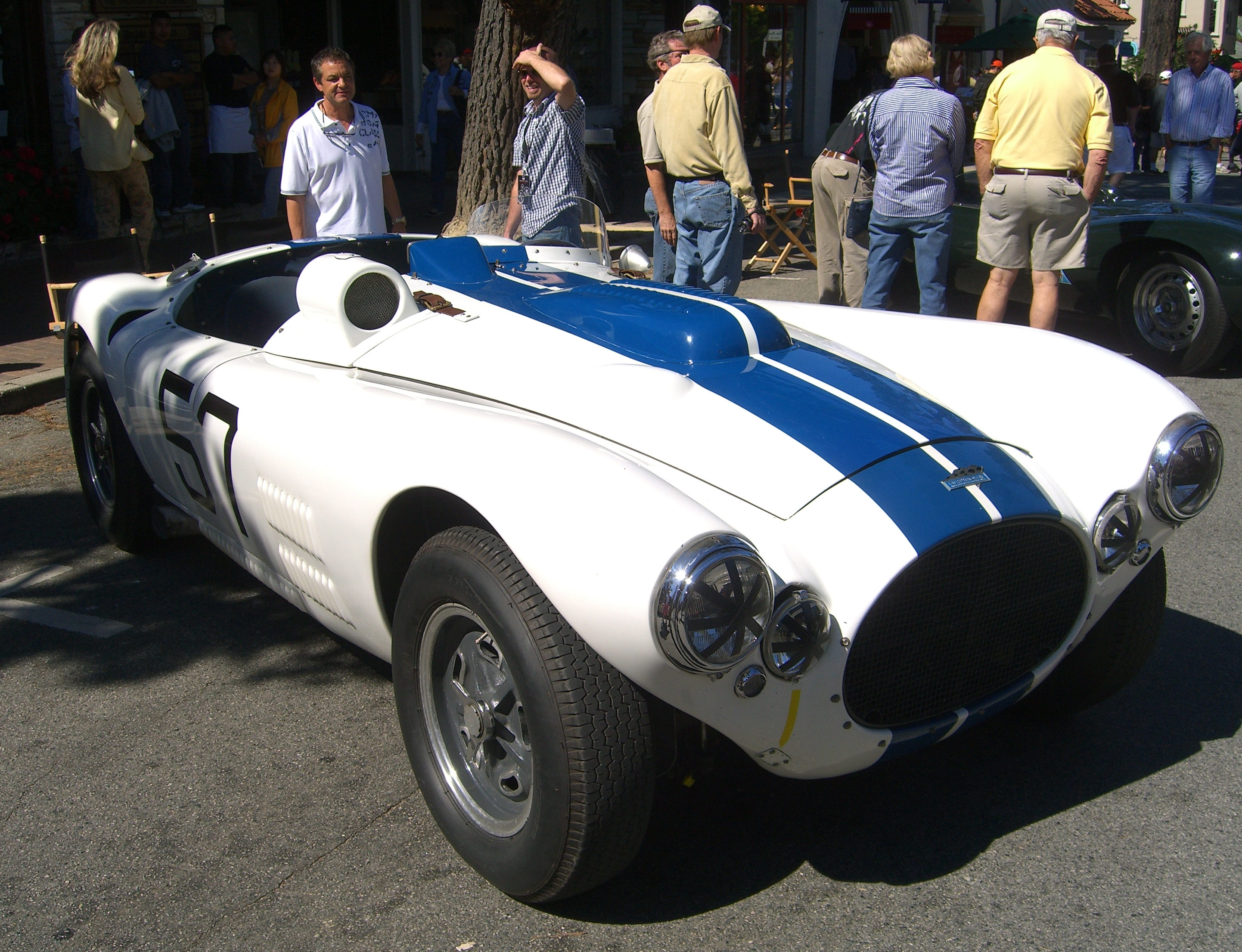
Une Cunningham C4-R.

- 12 Heures de Sebring 1953 (deuxième édition, avec John Fitch) et 1955 (avec le britannique Mike Hawthorn), à deux reprises sur véhicules de Briggs S. Cunningham (Cunningham C4-R Chrysler, puis Jaguar D-Type)[2];
- 6 Heures de Watkins Glen en 1951 (sur Cunningham C2R) et 1954 (sur Cunningham C4R-Chrysler);
- Grand Prix SportsCars de Watkins Glen (comté de Schuyler, État de New York) en 1950 (la Seneca Cup), sur Healey Special Cadillac (course de 100 milles devant 150 000 spectateurs);
- Floyd Bennett Cup en 1953, sur Cunningham C4R;

Autres victoires absolues en SCCA National Sports Car Championship (compétition créé en 1951):
- SCCA Thompson International Speedway 1952 et 1953, sur Cunningham (Thompson, Connecticut, organisé par la New England Region SCCA);
- Course de côte de Giants Despair 1952, sur Briggs Cunningham CR-4K (Laurel Run, Pennsylvanie);
- SCCA National Bridgehampton 1953, sur Osca MT4 1350;
- Florida National Sports Car Races 1954, sur Cunningham (MacDill Air Force Base, Tampa (FL);

## Distinction
- New England Auto Racers Hall of Fame, en 2002 (alias Ted Tappett, pilote participant sous ce pseudonyme au championnat Stock Car de la côte Est).